# Tombe dei sovrani del Belgio
Questo è l'elenco dei luoghi di sepoltura dei sovrani del Belgio.

## Re del Belgio (1831-attuale)
Sassonia-Coburgo-Gotha 
| Sovrano                                            | Immagine del sovrano | Luogo di sepoltura                                 | Immagine della tomba |
| -------------------------------------------------- | -------------------- | -------------------------------------------------- | -------------------- |
| Leopoldo I (1790-1865) Re del Belgio (1831-1865)   |                      | Chiesa di Nostra Signora di Laeken, Laeken, Belgio |                      |
| Leopoldo II (1835-1909) Re del Belgio (1865-1909)  |                      | Chiesa di Nostra Signora di Laeken, Laeken, Belgio |                      |
| Alberto I (1875-1934) Re del Belgio (1909-1934)    |                      | Chiesa di Nostra Signora di Laeken, Laeken, Belgio |                      |
| Leopoldo III (1901-1983) Re del Belgio (1934-1951) |                      | Chiesa di Nostra Signora di Laeken, Laeken, Belgio |                      |
| Baldovino (1930-1993) Re del Belgio (1951-1993)    |                      | Chiesa di Nostra Signora di Laeken, Laeken, Belgio |                      |